# Cox-Gletscher
Der Cox-Gletscher ist ein kleiner Gletscher auf der Thurston-Insel vor der Küste des westantarktischen Ellsworthlands. Er fließt östlich des Rochray-Gletschers in südlicher Richtung zum Abbot-Schelfeis im Peacock-Sund.
Seine Position wurde anhand von Luftaufnahmen der Flugstaffel VX-6 der United States Navy vom Januar 1960 bestimmt. Das Advisory Committee on Antarctic Names benannte ihn 1960 nach Leutnant Jerry G. Cox, Hubschrauberpilot an Bord des Eisbrechers USCGC Burton Island während der Forschungsfahrt der US Navy im Februar 1960 in die Bellingshausen-See.